# Chrysocharis clarkae
Chrysocharis clarkae är en stekelart som beskrevs av Yoshimoto 1973. Chrysocharis clarkae ingår i släktet Chrysocharis och familjen finglanssteklar. Inga underarter finns listade i Catalogue of Life.